# دهستان پیرسهراب
دهستان پیرسهراب، یکی از دهستان‌های بخش پیرسهراب شهرستان چابهار در استان سیستان و بلوچستان ایران است. مرکز این دهستان، روستای عورکی است.

## جمعیت
بر پایه سرشماری عمومی نفوس و مسکن در سال ۱۳۹۵، جمعیت دهستان پیرسهراب برابر با ۱۸٬۲۰۱ نفر بوده‌است.